# Dos caballos y rey contra rey y peón
El final de dos caballos es un final de ajedrez con un rey y dos caballos contra un rey y posiblemente uno o dos peones. Con dos caballos contra un rey solo, aunque hay posiciones de mate, el bando superior no puede forzarlo contra una defensa apropiada (y fácil, ya que para llegar a la posición vencedora se tiene que pasar por una posición de ahogado). De modo interesante, con un rey en solitario (y algunas veces con dos peones), entonces el mate se puede forzar en algunos casos.

## Dos caballos no pueden forzar el mate
|    |    |    |    |       |       |       |    |       |  |
|    | a8 | b8 | c8 | d8    | e8    | f8    | g8 | h8 kd |  |
| a7 | b7 | c7 | d7 | e7    | f7    | g7    | h7 |       |  |
| a6 | b6 | c6 | d6 | e6 nl | f6    | g6 kl | h6 |       |  |
| a5 | b5 | c5 | d5 | e5    | f5 nl | g5    | h5 |       |  |
| a4 | b4 | c4 | d4 | e4    | f4    | g4    | h4 |       |  |
| a3 | b3 | c3 | d3 | e3    | f3    | g3    | h3 |       |  |
| a2 | b2 | c2 | d2 | e2    | f2    | g2    | h2 |       |  |
| a1 | b1 | c1 | d1 | e1    | f1    | g1    | h1 |       |  |
|    |    |    |    |       |       |       |    |       |  |

|    |    |       |       |    |    |       |    |    |  |
|    | a8 | b8    | c8 kd | d8 | e8 | f8 kl | g8 | h8 |  |
| a7 | b7 | c7    | d7    | e7 | f7 | g7    | h7 |    |  |
| a6 | b6 | c6    | d6    | e6 | f6 | g6    | h6 |    |  |
| a5 | b5 | c5    | d5    | e5 | f5 | g5    | h5 |    |  |
| a4 | b4 | c4 nl | d4 nl | e4 | f4 | g4    | h4 |    |  |
| a3 | b3 | c3    | d3    | e3 | f3 | g3    | h3 |    |  |
| a2 | b2 | c2    | d2    | e2 | f2 | g2    | h2 |    |  |
| a1 | b1 | c1    | d1    | e1 | f1 | g1    | h1 |    |  |
|    |    |       |       |    |    |       |    |    |  |

Aunque hay posiciones de mate con dos caballos contra rey, no se pueden forzar. El jugador con el rey en solitario tiene que cometer un grave error para recibir el mate. En la posición a la izquierda, 1.Ce7 o 1.Ch6 inmediatamente ahoga al Negro. El blanco puede intentar:
- 1.Cf8 Rg8
- 2.Cd7 Rh8
- 3.Cd6 Rg8
- 4.Cf6+

ahora si el Negro mueve 4... Rh8?? entonces 5.Cf7# es jaque mate, pero si el Negro mueve
- 4... Rf8

entonces el Blanco no ha hecho ningún progreso (Keres, 1984, p. 2-3).
También hay posiciones de mate con el rey del bando defensor en el borde del tablero (en vez de la esquina), pero otra vez no se puede forzar. En la posición a la derecha, el Blanco puede intentar 1.Cb6+, esperando 1... Rd8?? 2.Ce6#. El negro puede fácilmente evitar esto con, por ejemplo, 1... Rc7.
|    |    |       |    |       |       |       |       |    |  |
|    | a8 | b8 nd | c8 | d8    | e8 kd | f8    | g8 kl | h8 |  |
| a7 | b7 | c7    | d7 | e7    | f7    | g7    | h7 rl |    |  |
| a6 | b6 | c6    | d6 | e6    | f6    | g6    | h6    |    |  |
| a5 | b5 | c5    | d5 | e5 nl | f5    | g5    | h5    |    |  |
| a4 | b4 | c4    | d4 | e4    | f4    | g4 nl | h4    |    |  |
| a3 | b3 | c3    | d3 | e3    | f3    | g3    | h3    |    |  |
| a2 | b2 | c2    | d2 | e2    | f2    | g2    | h2    |    |  |
| a1 | b1 | c1    | d1 | e1    | f1    | g1    | h1    |    |  |
|    |    |       |    |       |       |       |       |    |  |

El posible mate en el borde del tablero es la base de un problema de Alfred de Musset (ver diagrama). El Blanco da mate en tres movimientos con 1.Td7 Cxd7 2.Cc6 C-mueve 3.Cf6# (Hooper y Whyld, 1992).
Al contrario que algunos otros finales teóricos de tablas, como el final de torre y alfil contra torre, el defensor tiene una tarea fácil en todos los finales con dos caballos contra un rey solitario. Simplemente tiene que evitar moverse a una posición en la que se le dará mate al siguiente movimiento y siempre tendrá otro movimiento disponible en tales situaciones (Speelman, Tisdall y Wade, 1993, p. 11).

## Línea de Troitzky
|       |       |       |       |       |       |       |       |    |  |
|       | a8    | b8    | c8    | d8    | e8    | f8    | g8    | h8 |  |
| a7    | b7    | c7    | d7    | e7    | f7    | g7    | h7    |    |  |
| a6    | b6 xo | c6    | d6    | e6    | f6    | g6 xo | h6    |    |  |
| a5    | b5    | c5 xo | d5    | e5    | f5 xo | g5    | h5    |    |  |
| a4 xo | b4    | c4    | d4 xo | e4 xo | f4    | g4    | h4 xo |    |  |
| a3    | b3    | c3    | d3    | e3    | f3    | g3    | h3    |    |  |
| a2    | b2    | c2    | d2    | e2    | f2    | g2    | h2    |    |  |
| a1    | b1    | c1    | d1    | e1    | f1    | g1    | h1    |    |  |
|       |       |       |       |       |       |       |       |    |  |

La línea Troitzky (o posición Troitzky) es un tema clave de la teoría de finales en ajedrez en el raro y prácticamente sin importancia (pero teóricamente interesante) final de dos caballos contra un peón. El final fue analizado por Alexei Alexeievich Troitzky.
Mientras que dos caballos no pueden forzar mate (con la ayuda de su rey) contra un rey solitario, irónicamente un decremento en la ventaja de material que permita al rey defensor tener un peón puede realmente causar su derrota. Esto es debido al hecho de que una técnica común en este final es reducir al rey defensor a una posición que sería ahogado excepto si existe un movimiento de peón disponible y permitiendo movimientos de peón puede permitir a los caballos atacantes maniobrar para dar mate. Para la posición con el Blanco atacando, Troitsky estableció que si un peón negro estaba bloqueado (por uno de los caballos blancos) en una casilla no más allá de la línea a4-b6-c5-d4-e4-f5-g6-h4, entonces el Blanco puede ganar el final resultante (y de forma similar con la línea opuesta para el Negro), sin importar donde estén colocadas el resto de las piezas. Sin embargo, el procedimiento para dar mate es difícil y largo. De hecho, puede necesitar más de 115 movimientos para el Blanco, por lo tanto en competición a menudo son tablas porque se sobrepasará la regla de los cincuenta movimientos. Por tanto, el final es más de interés teórico que práctico. Si el peón negro ha pasado la línea de Troitsky, hay zonas tales que si el rey negro recibe mate en una, el Blanco sigue teniendo una victoria teórica, de otra manera la posición es tablas.
Sin embargo, Anatoli Kárpov perdió un final con un peón contra dos caballos ante Veselin Topalov aunque tenía unas tablas teóricas con un peón pasando la línea, debido a su rareza, Karpov parecía no conocer la teoría del camino hacia las tablas y escogió la esquina equivocada. Esta partida tenía un ritmo de juego "rápido", la posición en la partida era inicialmente tablas, pero Karpov hizo un mal movimiento que resultó en una posición perdida. Topalov después se equivocó, haciendo que la posición fuera tablas, pero Karpov cometió otro error, resultando en una posición perdida otra vez .
John Nunn analizó el final de dos caballos contra peón con una base de datos de tablas de finales y declaró que "el análisis de Troitsky y otros es asombrosamente preciso" (Nunn, 1995, p. 265).

### Ejemplos
|    |    |    |       |    |       |    |       |    |  |
|    | a8 | b8 | c8    | d8 | e8    | f8 | g8    | h8 |  |
| a7 | b7 | c7 | d7    | e7 | f7 kl | g7 | h7 kd |    |  |
| a6 | b6 | c6 | d6    | e6 | f6    | g6 | h6    |    |  |
| a5 | b5 | c5 | d5    | e5 | f5 nl | g5 | h5    |    |  |
| a4 | b4 | c4 | d4    | e4 | f4    | g4 | h4    |    |  |
| a3 | b3 | c3 | d3 pd | e3 | f3    | g3 | h3    |    |  |
| a2 | b2 | c2 | d2 nl | e2 | f2    | g2 | h2    |    |  |
| a1 | b1 | c1 | d1    | e1 | f1    | g1 | h1    |    |  |
|    |    |    |       |    |       |    |       |    |  |

Este diagrama muestra un ejemplo de cómo teniendo el peón las cosas funcionan peor para el Negro (aquí el peón negro ha pasado la línea de Troitsky), haciendo que el negro tenga un movimiento disponible de ser ahogado.
1.Ce4 d2
2.Cf6+ Rh8
3.Ce7 (si el negro no tuviera el peón en este punto, la partida sería tablas debido al ahogado)
3.... d1=D
4. Cg6#.
Si el Negro no tuviera el movimiento de peón disponible, el Blanco no podría forzar el mate.
|       |       |    |    |       |       |    |    |    |  |
|       | a8    | b8 | c8 | d8    | e8    | f8 | g8 | h8 |  |
| a7 kd | b7    | c7 | d7 | e7    | f7    | g7 | h7 |    |  |
| a6    | b6    | c6 | d6 | e6    | f6    | g6 | h6 |    |  |
| a5    | b5    | c5 | d5 | e5 kl | f5 nd | g5 | h5 |    |  |
| a4    | b4    | c4 | d4 | e4    | f4    | g4 | h4 |    |  |
| a3 pl | b3    | c3 | d3 | e3    | f3    | g3 | h3 |    |  |
| a2    | b2    | c2 | d2 | e2    | f2    | g2 | h2 |    |  |
| a1    | b1 nd | c1 | d1 | e1    | f1    | g1 | h1 |    |  |
|       |       |    |    |       |       |    |    |    |  |

La victoria más larga es esta posición que necesita 115 movimientos, empezando con 1. Ce7.

## Segunda línea Troitzky
|       |       |       |       |       |       |       |       |    |  |
|       | a8    | b8    | c8    | d8    | e8    | f8    | g8    | h8 |  |
| a7    | b7    | c7    | d7    | e7    | f7    | g7    | h7    |    |  |
| a6    | b6 xx | c6    | d6    | e6    | f6    | g6 xx | h6    |    |  |
| a5 xo | b5    | c5 xo | d5 xo | e5 xo | f5 xo | g5    | h5 xo |    |  |
| a4    | b4    | c4    | d4    | e4    | f4    | g4    | h4    |    |  |
| a3    | b3    | c3    | d3    | e3    | f3    | g3    | h3    |    |  |
| a2    | b2    | c2    | d2    | e2    | f2    | g2    | h2    |    |  |
| a1    | b1    | c1    | d1    | e1    | f1    | g1    | h1    |    |  |
|       |       |       |       |       |       |       |       |    |  |

Como muchas de las victorias cuando el peón está bloqueado sobre o por detrás de la línea de Troitzky requieren más de cincuenta movimientos (y así serían tablas bajo la regla de los cincuenta movimientos) Karsten Müller calculó la "segunda línea de Troitzky", que se corresponde a donde los caballos pueden ganar dentro de la regla de los cincuenta movimientos. Si el peón negro está bloqueado por un caballo blanco en o sobre uno de los puntos, el blanco puede forzar una victoria en menos de cincuenta movimientos. Si el peón negro está bloqueado sobre o detrás de una X, el blanco puede forzar una victoria dentro de los cincuenta movimientos en más del 99% de las veces.